# David Holliday
David Holliday (4 agosto 1937 – Miami, 26 marzo 1999) è stato un doppiatore e attore statunitense, attivo in campo teatrale, televisivo e cinematografico.

## Biografia
Nato in Illinois, nel 1956 David Holliday si trasferì a New York, dove fu notato da un produttore che lo volle nella prima londinese del musical West Side Story; nel musical di Leonard Bernstein Holliday interpretava il ruolo minore di Glad Hand, oltre at essere il primo sostituto del ruolo principale di Tony. Rimase a recitare sulle scene londinesi per alcuni anni, incluso il musical di Sail Away con Elaine Stritch (1962) e No Strings (1963). Nel 1965 fece il suo debutto a Broadway nel musical Man of La Mancha, in cui interpretava il protagonista per due repliche settimanali, oltre a ricoprire il ruolo del dottor Carrasco per le altre sei rappresentazioni; Holliday rimase nel cast del musical per sei anni, fino al 1971. In una pausa da Man of La Mancha l'attore recitò accanto a Katherine Hepburn nel musical Coco, per cui vinse il Theatre World Award.
Molto attivo anche nel campo del teatro regionale, Holliday interpretò ruoli principali in produzioni del musical A Little Night Music (1976), Annie Get Your Gun (1982), Wonderful Town, 1776 ed Oliver!. Apprezzato interprete di opere di prosa, recitò anche nei drammi Il leone d'inverno (Palm Beaches, 1981), Equus (1982) e Chi ha paura di Virginia Woolf?. Viene ricordato dal pubblico americano per essere stato la voce di Virgil Tracy nella serie d'animazione Thunderbirds. Nel 1992 recitò per l'ultima volta a Broadway, in un revival di Man of La Mancha.
Morì di cancro a Miami nel 1999, all'età di sessantun anno.

## Filmografia parziale

### Cinema
- La bella addormentata (Sleeping Beauty), regia di David Irving (1987)

### Televisione
- Coronation Street - serie TV, 2 episodi (1973)

### Doppiaggio
- Thunderbirds - serie TV, 26 episodi (1965-1966)

## Doppiatori italiani
- Diego Reggente ne La bella addormentata
- Marco Balzarotti in Thunderbirds